# Pamporowo

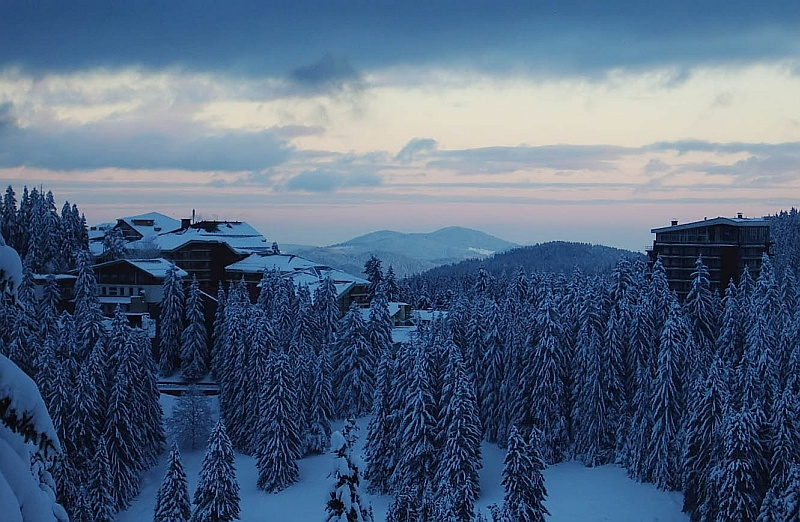
Pamporowo

Pamporowo (bulgarisch Пампорово) ist ein Wintersportort in den bulgarischen Rhodopen und hat eine Bettenkapazität von 7500 Betten.
Pamporowo liegt in 1650 m Höhe in den Zentralrhodopen, am Fuße des Sneschanka (Berg)-Gipfels (bulg. Снежанка; 1926 m) in der Oblast Smoljan, Gemeinde Tschepelare. Pamporowo liegt 160 km südöstlich der Hauptstadt Sofia, 50 km südlich von Plowdiw, 8 km nördlich von Smoljan und 8 km südlich von Tschepelare.
Der Erholungsort wurde 1933 nordwestlich des Sneschanka-Gipfels angelegt. Die Winter sind hier mild. Das Jahr hat 270 Sonnentage. Die mittlere Jahrestemperatur beträgt 8 °C.
Pamporowo wird hauptsächlich im Winter von Touristen besucht. Die Saison dauert von Dezember bis Ende April, 150 Schneetage. Fast alle Skipisten des Touristenortes beginnen am Sneschanke-Gipfel. Die Skipisten befinden sich auf 1925 bis 1400 m Höhe, sie haben eine Gesamtlänge von 18 km. Die Skilifte haben eine Kapazität von 7000 Personen je Stunde.
Der Sneschanka-Gipfel mit dem Sneschanka-Fernsehturm auf seiner Spitze gehört zu den 100 nationalen touristischen Objekten Bulgariens.